# Ólafur Stephensen
Ólafur Stephensen, född 3 maj 1731 i Skagaströnd, död 11 november 1812, var en  isländsk ämbetsman. Han var far till Magnús och Stefán Stephensen.
Ólafur blev 1766 amtman och var 1790–1803 stiftsamtman på Island. Han var den förste islänning, som sattes i spetsen för landets styrelse. Mycket avhållen, verkade han ivrigt för näringarnas, särskilt lantbrukets, utveckling och författade Kort underretning om den isländske handels førelse 874–1788 (1798).